# Суханова (Курганская область)
Суханова — деревня в Каргапольском районе Курганской области. Входила в состав Окуневского сельсовета. С 3 апреля 2019 года в составе Долговского сельсовета были включены все населённые пункты упразднённых Окуневского и Соколовского сельсоветов.

## Географическое положение
Расположено на правом (восточном) берегу реки Миасс, примерно в 2 км к востоку от села Окуневское,через реку Миасс; в 28 км (36 км по автодороге) к юго-западу от районного центра посёлка Каргаполье; в 78 км (125 км по автодороге) к северо-западу от города Кургана.

### Часовой пояс
Суханова, как и вся Курганская область, находится в часовой зоне МСК+2. Смещение применяемого времени относительно UTC составляет +5:00.

## История

#### Об основании деревни Сухановой
Ныне существующая деревня Суханова Каргапольского района Курганской области, расположенная на правом берегу реки Миасс, была организована во второй половине XVII века и относилась в то время к Окуневскому острогу. Первое упоминание о Сухановой деревне встречается в переписи тобольского «по выбору» дворянина Василия Турского, проводимой в 1710 году. Деревни возникали в этот период из заимок отдельных крестьян или служилых людей и носили их имена. Они указывали на то, чье это поселение, кому принадлежит распаханная земля. В переписи В. С. Турского в деревне указано 14 дворов, в двух дворах жили крестьяне Сухановы (орфография оригинала сохранена): «Двор крестьянина Осипа Суханова, сказался 60 лет, жена Наталья 50 лет, сын Пантелей 30 лет, жена Феодосия 35 лет. У него же Осипа дети Кирилла 10 лет, Константин 10 лет. Двор крестьянина Леонтия Суханова 35 лет, жена Меланья 30 лет, дети Петр 9 лет, Маремьяна 2 лет, Катерина 5 лет, сестра Ненила 30 лет». Главы семей остальных дворов: крестьяне Игнатей Пономарев, Петр Воронцов, Мосей Пономарев, Козма Игошев, Перфилей Липин, Лазорь Кадошник(ов), Иев Михалев, Ульян Кузнецов, Дорофей Кондаков (Кандаков), Федор Димов, отставной беломестный казак Василей Толмачев и гулящий из Русских городов Федор Просвирнин. Таким образом, можно предположить, что деревня Суханова на реке Миасс была названа по фамилии этих первопоселенцев. Деревня Суханова имела и полуофициальное название Пентюшева или Понтюшева (указано в Списке населенных мест по сведениям 1866 года, т. 27 Оренбургская губерния, Санкт-Петербург, 1871).
По данным первой ревизии крестьян, которая проходила в 1719 году, в этой небольшой деревеньке Сухановой всего 7 дворов: «Во дворе Осип Козьмин сын Суханов 80 лет. У него дети Кирило 25 лет, Константин 23 лет. У Кирилы сын Василий году. Во дворе Леонтий Козьмин сын Суханов 45 лет. У него дети Петр 18 лет, Мартемьян 8 лет, Терентий 5 лет, Тимофей 2 лет, Марко 10 недель. Во дворе Козьма Филиппов сын Игошев 50 лет. У него сын Алексей 15 лет, племянник Гаврило Меркурьев 40 лет. У него живет нищий Никифор Михайлов 82 лет. Во дворе Алексей Ильин сын Русаков 47 лет. У него дети: Михайло 16 лет, Аника 10 лет, Макар 4 лет, Тимофей году. Брат Иван Калинин 55 лет. У Ивана дети: Иван 25 лет, Антон 20 лет, Иван же 20 лет. Во дворе Алексей Дементьев сын Ермаков 55 лет. У него дети: Яков 28 лет безумен, Иван 22 лет. Во дворе Наум Григорьев сын Человечков 71 года. У него сын Иван 35 лет, у него сын Самсон 4 лет. Внук Тит 15 лет. У него ж Наума живут в наймах Иван Фефилов 30 лет и Прокопий Григорьев 32 лет. Во дворе Яков Никифоров сын Макаровых 42 лет».
В 1811 году в деревне Сухановой 30 дворов государственных крестьян. В подворовых списках, ревизии проводимой в 1811 году, учет проводился только мужского населения. Численность мужского населения на этот год в деревне составила 158 душ. Ниже приведена выборка из подворовых списков, в ней указаны хозяева дворов и их возраст на 1795 и 1811 годы. Написание фамилий, имен, отчеств соответствует оригиналу документа.
1. Петр Федоров сын Суханов (48-64).
2. Незаконнорожденный Антон Суханов (3-19).
3. Василей Ефимов сын Суханов (42-58).
4. Василей Петров сын Суханов (58-ум.1804).
5. Константин Тимофеев сын Суханов (44-60).
6. Иван Марков сын Суханов (36-ум.1786).
7. Иван Терентьев сын Суханов (53-ум.1803).
8. Степан Гаврилов сын Меркулиев (52-68).
9. Клементий Михайлов сын Русаков (53-68).
10. Артемей Трифанов сын Новиков (47-63).
11. Тимофей Терентьев сын Чекулин (51-67).
12. Федор Сидоров сын Чекулин (47-ум.1803).
13. Еремей Михайлов Коровин (64-ум.1797).
14. Селиверст Петров сын Машуков (10-26).
15. Иван Игнатьев сын Коровин (37-53).
16. Дементий Петров сын Коптырев (25-47).
17. Пимин Федоров сын Лохов (28-44).
18. Григорий Васильев сын Лохов (32-48).
19. Павел Александров сын Панов (35-51).
20. Иван Лаврентьев сын Барашев (46-62).
21. Андрей Клементьев сын Королев (35-ум.1800).
22. Алексей Андреев сын Шевелев (63-ум.1800).
23. Никита Логинов сын Мальцов (61-ум.1801).
24. Карп Тимофеев сын Вохминцов (65-ум.1802).
25. Никифор Антонов сын Патракеев (39-55).
26. Данило Чубаров (45-61).
27. Тимофей Григорьев сын Кузнецов (28-44).
28. Степан Авакумов сын Горбунов (18-отчислен в деревню Редутскую).
29. Артемий Степанов сын Кривощеков (47-ум.1800).
30. Иван Яковлев сын Кокорин (40-56).

Отставные военные учитывались в ревизских сказках отдельно от государственных крестьян, и ревизия по ним проводилась в 1817 году: «августа 16 дня Челябинского уезда Окуневской волости о состоящих мужеска и женска пола отставных солдатах кои вступя в службу из разного звания и вышедшие в отставку неимея отведенных земель пожелали остаться с семействами навсегдашнем жительстве в деревне Сухановой: сержант Федор Клементьев Стремянов 74 года по пачпорту из государственной коллегии от 31 марта 1787 года отставлен от службы в Сант-Петербурге. Его жена его Дарья 70 лет и дочь Дарья 46 лет. Рядовой Федор Трифанов Новиков 64 года по пачпорту Архангельского военного губернатора от 25 декабря 1800 года значится, отставлен из службы в городе Архангельске. Рядовой Илья Васильев Суханов 45 лет по пачпорту господина Оренбургского военного губернатора от 26 июля 1805 года отставлен от службы в городе Оренбурге. Жена Ефросинья 50 лет".
На основании Высочайше утвержденного 6 ноября 1831 года положения Сибирского Комитета, отводились крестьянам земли по числу душ 7 ревизии, в размерах 15 удобных десятин на каждую душу, с отрезкой излишних земель в ведомство казны. Вместе с тем из освободившихся земель заготовлялись участки для водворения польских шляхтичей и для других надобностей. К тому времени относится начало образования переселенческих участков. В ГУ ОГАЧО сохранились документы, относящиеся к данному периоду времени, это переписка жителя деревни Сухановой Окуневской волости Гаврила Иванова Суханова с Оренбургским губернатором. Гаврила Суханов выступает, как поверенный по деревне Сухановой, о неправильной нарезке земли по деревням землемером Байковским. По проводимой им вновь нарезке земли, жители деревни лишились, возможности иметь положенные им 15 удобных пахотных десятин на ревизскую душу. Гаврила Суханов пишет: «Пахотную землю лежащую на другой стороне реки Миасс, владение нашими предками 150 десятин распаханной нашей земли, от нас отрезали ведомству деревни Скоробогатовой. Так же позади нашей деревни из давних лет владения, отрезали пахотной земли распашки нашей 200 десятин к ведомству, какому, - неизвестно». Далее он приводит данные, касающиеся численного состава жителей деревни: «через выше сказанное, уменьшение у нас пахотных земель, состоящих по 7 ревизии 158 душ, из которых тем уменьшением совершенно лишены оной до 35-и семейств».
До революции деревня входила в состав Окуневской волости Челябинского уезда Оренбургской губернии.
В конце июня — начале июля 1918 года установлена белогвардейская власть. В начале августа 1919 года восстановлена Советская власть.
В 1924 году образован Сухановский сельсовет. 30 июня 1962 года упразднён, вошел в Окуневский сельсовет.
В годы Советской власти жители работали в колхозе им. Ленина, затем в колхозе «Урал».

## Население
| 1710 | 1866 | 1892 | 1901 | 1916 | 1921 | 1926 |
| ---- | ---- | ---- | ---- | ---- | ---- | ---- |
| 110  | ↗612 | ↗843 | ↗856 | ↗908 | →908 | ↗929 |
| 1989 | 2002 | 2010 |      |      |      |      |
| ↘223 | ↘190 | ↘158 |      |      |      |      |

На 2010 год население составляло 158 человек.
На 2015 год население составляет 164 человека.
Национальный состав
- По данным переписи населения 2002 года проживало 190 человек, из них русские — 98 %.
- По данным переписи 1926 года проживало 929 человек, все русские.

Наиболее распространенные фамилии Сухановы,Бахаревы,Шевелевы.

#### Уличная сеть
В деревне есть улицы:  Молодежная, Клубная, Урайская, Береговая.